# 青森市立野内小学校
青森市立野内小学校（あおもりしりつ のないしょうがっこう）は、青森県青森市野内にある公立小学校。

## 概要
青森市の東側、野内地区にある小学校。主な進学先は東中学校。

## 児童数
| 学年 | 1年 | 2年 | 3年 | 4年 | 5年 | 6年 | 特別支援   | 合計 |
| ---- | --- | --- | --- | --- | --- | --- | ---------- | ---- |
| 学級 | 1   | 1   | 1   | 1   | 0.5 | 0.5 | 1          | 6    |
| 児童 | 11  | 10  | 18  | 5   | 12  | 17  | 1 （内数） | 73   |

- 2023年（令和5年）5月1日時点[1]
- 学級数「0.5」は、複式学級を表す。

## 沿革
- 1877年（明治10年）4月19日 - 野内小学として創立する[1]。
- 1886年（明治19年）
  - 4月1日 - 野内簡易小学校と改称。
  - 7月1日 - 野内尋常小学校と改称。
- 1889年（明治22年）2月 - 校舎増築。
- 1917年（大正6年）1月16日 - 現在地に校舎新築移転。
- 1922年（大正11年）4月1日 - 高等科を併置し、野内尋常高等小学校と改称。
- 1934年（昭和9年）
  - 6月25日 - 体操場の一部と便所を残して、校舎焼失。
  - 12月10日 - 校舎新築竣工。
- 1937年（昭和12年）11月14日 - 創立60周年記念式典挙行。
- 1940年（昭和15年） - 校歌制定。
- 1941年（昭和16年）4月1日 - 国民学校令により、野内国民学校と改称。
- 1947年（昭和22年）
  - 4月1日 - 学校教育法により、野内村立野内小学校と改称。同日、野内村立野内中学校を併置し、高等科生を中学校に移籍。
  - 11月3日 - 創立70周年記念式典挙行。
- 1951年（昭和26年）12月1日 - 中学校校舎が竣工し、移転。
- 1956年（昭和31年）10月28日 - 創立80周年記念式典挙行。
- 1962年（昭和37年）10月1日 - 野内村が青森市に合併された事により、青森市立野内小学校と改称。
- 1966年（昭和41年）6月26日  - 創立90周年記念式典挙行。
- 1973年（昭和48年）1月22日  - 東中学校の旧野内校舎（旧野内中学校）の校舎に移転。
- 1975年（昭和50年）8月 - 水泳プール竣工。
- 1976年（昭和51年）6月6日 - 創立100周年記念式典挙行。
- 1983年（昭和58年）
  - 3月19日 - 新校舎竣工移転。
  - 12月17日 - 体育館改築工事完了。
- 1985年（昭和60年）9月19日 - 校庭整地作業完了。
- 1987年（昭和62年）11月8日 - 創立110周年記念式典挙行。

### この節の出典
- 『新青森市史 別編教育（別巻） 年表・学校沿革』（青森市・2000年3月発行）「学校沿革 （一）小学校」203頁～204頁「野内小学校 変遷」

## 部活動

### 運動部
- 野球部[1]
- 卓球部（女子）

### 文化部
- 音楽部[1]

## 学区
野内、原別7丁目、原別8丁目の一部

## 周辺
- 青森県道259号久栗坂造道線[3]
- 青い森鉄道野内駅[3]
- 野内児童会館
- 野内郵便局
- 妙覚寺
- 青森湾[3]

## アクセス
- 青森市営バス浅虫線「北野内」バス停下車。
- 青い森鉄道野内駅から、徒歩約580m・約9分。
- 青森市営バス東部営業所から、徒歩約910m・約14分。

## 出身者
- 蝦名達夫 - プロ野球選手